# Yūji Rokutan
Yūji Rokutan (六反 勇治?, Rokutan Yūji; Kagoshima, 10 aprile 1987) è un calciatore giapponese, portiere del Fujieda MYFC.

## Carriera
Il 25 novembre 2018 segna, al 104', il gol del pareggio nel 3-3 finale della partita di campionato contro il Vissel Kōbe.

## Palmarès

### Club

#### Competizioni nazionali
- Coppa dell'Imperatore: 1

Yokohama F·Marinos: 2013